# Бухбиндер, Рудольф
Рудольф Бухбиндер (нем. Rudolf Buchbinder; род. 1 декабря 1946, Литомержице, Чехословакия ) — австрийский пианист.
Исполнил все 32 сонаты Бетховена в 40 городах мира, в том числе в Вене, Берлине, Мюнхене, Цюрихе, Санкт-Петербурге, Буэнос-Айресе, Пекине и Милане. Рудольф Бухбиндер — основатель и художественный руководитель Международного музыкального фестиваля в замке Графенегг, который ежегодно проходит с 2007 года.

## Биография
Родился 1 декабря 1946 года в Литомержице, Чехословакия.
С 1947 года семья жила в Вене.
Обучение музыке начал в 1951 году в австрийской консерватории — Венский университет музыки и исполнительского искусства. В 1958 году продолжил обучение в Венской консерватории у Бруно Зайдльхофера.
Австрийский пианист Рудольф Бухбиндер имеет прочную и заслуженную репутацию одного из выдающихся музыкантов современности. Почти полвека он широко востребован во всем мире, сотрудничает с лучшими оркестрами и дирижёрами, сам регулярно выступает одновременно в качестве солиста и дирижёра. Он — желанный гость на самых престижных музыкальных фестивалях.
Заслуженный интерес публики и критиков принесла Бухбиндеру интерпретация  Бетховена. Пианист исполнил 32 сонаты Бетховена в более чем 45 городах мира, в том числе в Вене, Берлине, Пекине, Буэнос-Айресе, Мюнхене, Цюрихе, Санкт-Петербурге, Дрездене, Стамбуле и Милане. В 2014 году на Зальцбургском фестивале он сыграл сонаты Бетховена в цикле из семи концертов, став первым музыкантом, осуществившим подобный проект за всю историю фестиваля. Эта серия концертов была записана компанией Unitel.[значимость факта?]
В дискографии пианиста более 100 записей. В их числе – полное собрание фортепианных сочинений Гайдна (Warner Classics), отмеченное премией Grand Prix du Disque, концертная запись сонат Бетховена в дрезденской Земперопер (Sony/RCA Red Seal), за которую он получил премию Echo Klassik (2012) и премию C hoc de l’Anné (2012), а также концертные записи произведений Моцарта и фортепианных концертов Бетховена. В ближайшее время выйдет диск с фортепианными концертами Брамса (Венский филармонический оркестр под управлением Зубина Меты).[значимость факта?]
Бухбиндер — автор нескольких книг. В автобиографии Da Capo (2008, с предисловием Иоахима Кайзера) Бухбиндер раскрывает читателю свою внутреннюю жизнь, скрытую от посторонних взглядов, и богатейший артистический опыт. В июле 2014 года в венском издательстве Residenz Verlag вышла новая книга пианиста: Mein Beethoven — Leben mit dem Meister («Мой Бетховен — жизнь с мастером»).[значимость факта?]